# Loretta Montemaggi
Loretta Montemaggi (Poggibonsi, 11 maggio 1930 – Firenze, 17 gennaio 2007) è stata una politica italiana.

## Biografia
Nacque a Poggibonsi da Inigo Montemaggi e Caterina Bardotti. Il padre, dopo il trasferimento a Pontassieve nel 1939, lavorò presso la vetreria Del Vivo. Cresciuta in un ambiente antifascista, negli anni della guerra entrò in contatto con i primi scritti sul comunismo; si trattava principalmente di opuscoli appartenenti al padre che la colpirono per il senso di libertà che lei avvertiva in contrasto non solo con il difficile clima di quella fase storica, ma anche con la rigida educazione ricevuta in famiglia.
Dopo i bombardamenti del 1943 la famiglia fu costretta a sfollare e trovò rifugio nella zona di Volognano. Fu allora, nella condizione di clandestinità che precedette la Liberazione, che espresse l'intenzione di iscriversi al Partito Comunista Italiano (PCI). Il padre acconsentì e l'aiutò ad ottenere la tessera nel 1944, nonostante le remore della madre, preoccupata per le possibili conseguenze. Era la più giovane, appena quattordicenne, tra gli iscritti della Federazione fiorentina del PCI.
L'11 maggio 1954 sposò Silvano Sandonnini e il 27 febbraio 1956 nacque la figlia Mirella.

### Esordi e incarichi nel PCI
I primi anni di militanza, vissuti nella sezione del PCI di Pontassieve, rappresentarono per lei uno spazio nuovo di libertà, di formazione, di sperimentazione. Emerse allora l'interesse per le tematiche femminili, che trovò in seguito concretezza nelle tante battaglie per la parità e l'emancipazione femminile affrontate nel suo lungo percorso politico.
Nel 1946 aderì all'Associazione Ragazze d'Italia (ARI) e nel 1948 ricoprì il suo primo incarico come dirigente nella sezione di Pontassieve, in qualità di responsabile della Commissione femminile. Nel 1951 frequentò l'Istituto di studi comunisti "Eugenio Curiel" a Faggeto Lario; nello stesso anno, sostenuta da Adriana Fabbri Seroni, divenne funzionaria di partito a Firenze e prese parte alle attività del Comitato provinciale fiorentino dell'Unione Donne Italiane (UDI), dedicandosi a questioni quali la tutela della maternità e la condizione delle lavoratrici nelle campagne.
Nel 1956 venne inserita nella sezione Stampa e propaganda della Federazione fiorentina del PCI, dove rimase per circa un anno e mezzo. In seguito, a partire dal 1959, prese il posto di Liana Cecchi come responsabile della Commissione femminile. Mantenne questo ruolo fino al 1964 e fu sempre convinta dell'importanza delle commissioni femminili: dal suo punto di vista erano «il luogo e lo strumento tramite il quale le donne si sono conquistate pian piano anche un po' di autonomia rispetto al partito».
In occasione delle elezioni politiche del 1958, Mario Fabiani le propose una candidatura in Parlamento, che rifiutò. Lo stesso fece anni dopo, durante la presidenza del Consiglio regionale, preferendo proseguire il lavoro già avviato all'interno della sua Regione.

### Incarichi istituzionali

#### Comune e Provincia di Firenze
L'ingresso nelle istituzioni fiorentine risale al 1960, quando venne eletta nel Consiglio comunale in concomitanza con il terzo mandato del sindaco Giorgio La Pira. Nel 1965 divenne consigliera provinciale. Fu assessore prima alla Pubblica istruzione e poi all'Assistenza sociale.

#### Regione Toscana
Il suo percorso all'interno della Regione Toscana attraversò cinque diverse legislature ed ebbe inizio con la nascita stessa delle Regioni a statuto ordinario nel 1970. Per la partecipazione ai nuovi organi regionali, il partito si era rivolto ai «più esperti e affidabili tra gli amministratori locali», come ha osservato Carlo Baccetti; tra questi vi era Loretta Montemaggi che nelle elezioni amministrative del 6 e 7 giugno 1970 fu una delle due sole donne elette nel Consiglio regionale della Toscana insieme a Ilia Coppi. Con le consultazioni elettorali successive, tenutesi il 15 e 16 giugno 1975, il numero delle consigliere passò da due a quattro, su un totale di cinquanta consiglieri regionali. Oltre a Loretta Montemaggi, che nel 1975 raddoppiava il numero delle preferenze ottenute, le donne elette furono le comuniste Wanda Wanderlinck e Delia Meiattini, oltre alla democristiana Vera Dragoni.
Durante la I legislatura regionale (1970–1975) prese parte ai dibattiti che riguardavano la stesura dello Statuto e il Regolamento dell'Assemblea regionale; guidò inoltre la Commissione Cultura e la Commissione Sanità. All'inizio della II legislatura (1975–1980) venne chiamata a sostituire Elio Gabbuggiani, neoeletto sindaco di Firenze, come presidente del Consiglio regionale. Era una novità assoluta in Italia: per la prima volta, infatti, una donna si trovava a capo di un organo legislativo regionale. Mantenne questo ruolo nella III legislatura (1980–1985), fino al 25 ottobre 1983, quando diede le sue dimissioni e venne nominata vicepresidente al posto di Guido Biondi.
Nella IV legislatura (1985–1990) contribuì alla creazione della "Commissione regionale per la promozione di condizioni di pari opportunità tra uomo e donna", istituita con la Legge regionale n. 14 del 23 febbraio 1987. Ne fu presidente dal 1988 fino alla scadenza del mandato nel 1993.

## Riconoscimenti
Il 22 gennaio 2007, a pochi giorni dalla sua scomparsa, il vicesindaco di Firenze Giuseppe Matulli scrisse:
(Giuseppe Matulli, Commemorazione in Consiglio comunale di Loretta Montemaggi)
Il 26 settembre 2007 si svolse il convegno Regioni, diritti, laicità dello Stato. Il Consiglio regionale della Toscana istituì in quell'occasione il Premio Loretta Montemaggi; l'intento era quello di promuovere le ricerche inedite dedicate ai diritti civili e alla laicità.
Il 13 luglio 2016 le è stato conferito il Pegaso alla memoria dal presidente del Consiglio regionale della Toscana.